# Himi (Toyama)
Himi (Japans: 氷見市, Himi-shi) is een stad in de prefectuur Toyama op het eiland Honshu in Japan. De stad heeft een oppervlakte van 230,32 km² en eind 2008 bijna 53.000 inwoners.
Himi is bekend door zijn natuurschoon en prijst zichzelf aan als 'culinaire stad' met verse producten uit de omgeving. Landbouw en visserij zijn de belangrijkste bedrijfstakken.

## Geschiedenis
Himi werd op 1 augustus 1952 een stad (shi) na samenvoeging van de gelijknamige gemeente met drie dorpen.
Op 1 november 1953, 1 december 1953 en 1 april 1954 annexeerde Himi respectievelijk 2, 2 en 10 dorpen.

## Verkeer
Himi ligt aan de Himi-lijn van de West Japan Railway Company. Himi ligt aan de nationale autowegen 160 en 415.

## Geboren in Himi
- Kyogon Hagiyama (萩山 教嚴, Hagiyama Kyōgon), politicus van de LDP
- Fujiko Fujio (藤子 不二雄, Fujiko Fujio), duo mangaka bestaande uit Fujimoto Hiroshi (藤本弘, Fujimoto Hiroshi) en Moto Abiko (安孫子素雄, Abiko Motō)

## Stedenband
Himi heeft een stedenband met
- Petersburg (Virginia), Verenigde Staten

## Aangrenzende steden
- Hakui
- Nanao
- Takaoka